# Billboard Hot 100 cuối năm 2015

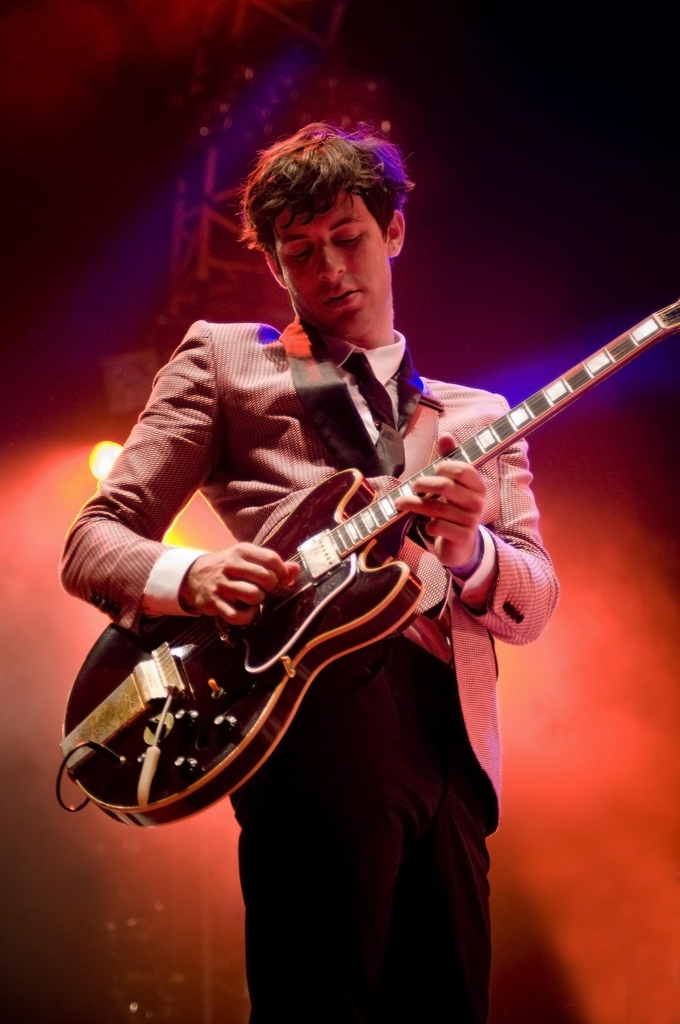
"Uptown Funk" bởi Mark Ronson hợp tác với Bruno Mars đứng đầu danh sách, khi đứng đầu Billboard Hot 100 suốt 14 tuần trong năm 2015.

Dưới đây là danh sách 100 bài hát trong bảng xếp hạng Billboard Year-End Hot 100 năm 2015.
Đứng đầu danh sách năm nay là "Uptown Funk" của nhạc sĩ Mark Ronson hợp tác với nam ca sĩ Bruno Mars.

## Danh sách

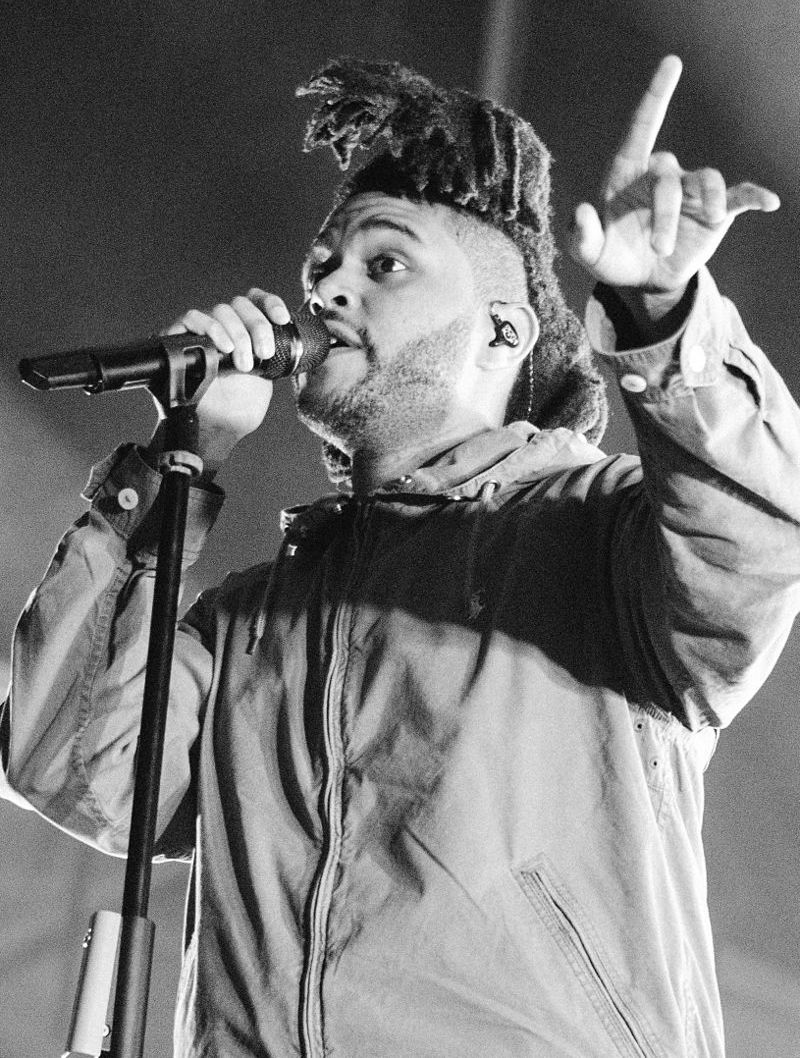
The Weeknd có 3 bài hát nằm trong top 15 là "Earned It" ở vị trí số 9, "The Hills" ở vị trí số 10, và "Can't Feel My Face" số 12. Anh cũng góp mặt trong bài hát của Ariana Grande "Love Me Harder", ở vị trí số 56.

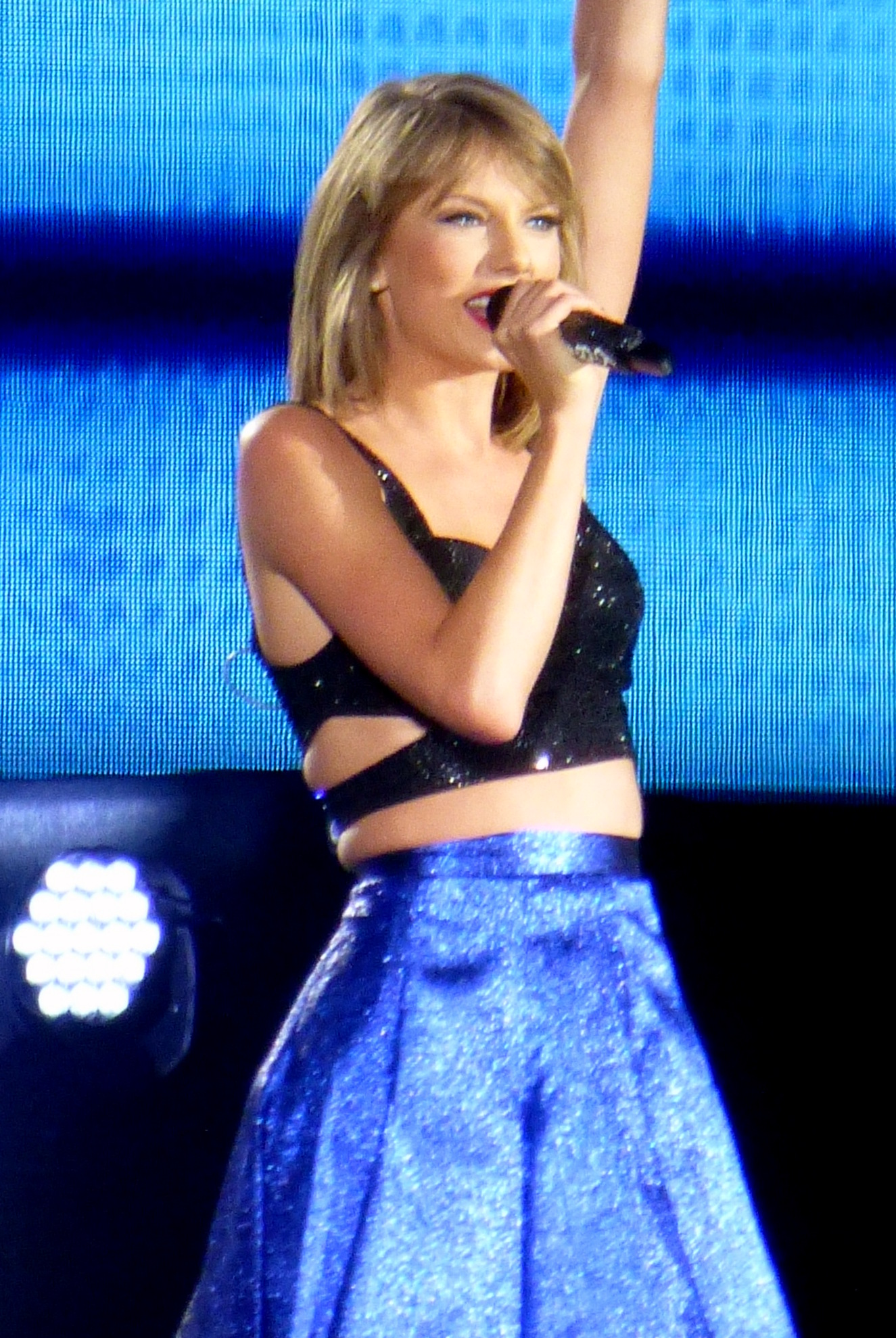
Taylor Swift bằng với Meghan Trainor và Nicki Minaj về nghệ sĩ nữ có nhiều bài hát trong bảng xếp hạng nhất - 5 bài hát. 4 trong số đó nằm trong top 30 với "Blank Space" ở số 7, "Bad Blood" ở số 15, "Shake It Off" ở số 18, và "Style" ở số 29.

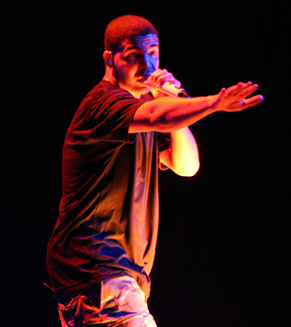
Drake có 6 bài hát trong danh sách, nhiều nhất trong năm nay. Bài hát đạt vị trí cao nhất của anh là "Hotline Bling" ở vị trí số 30.

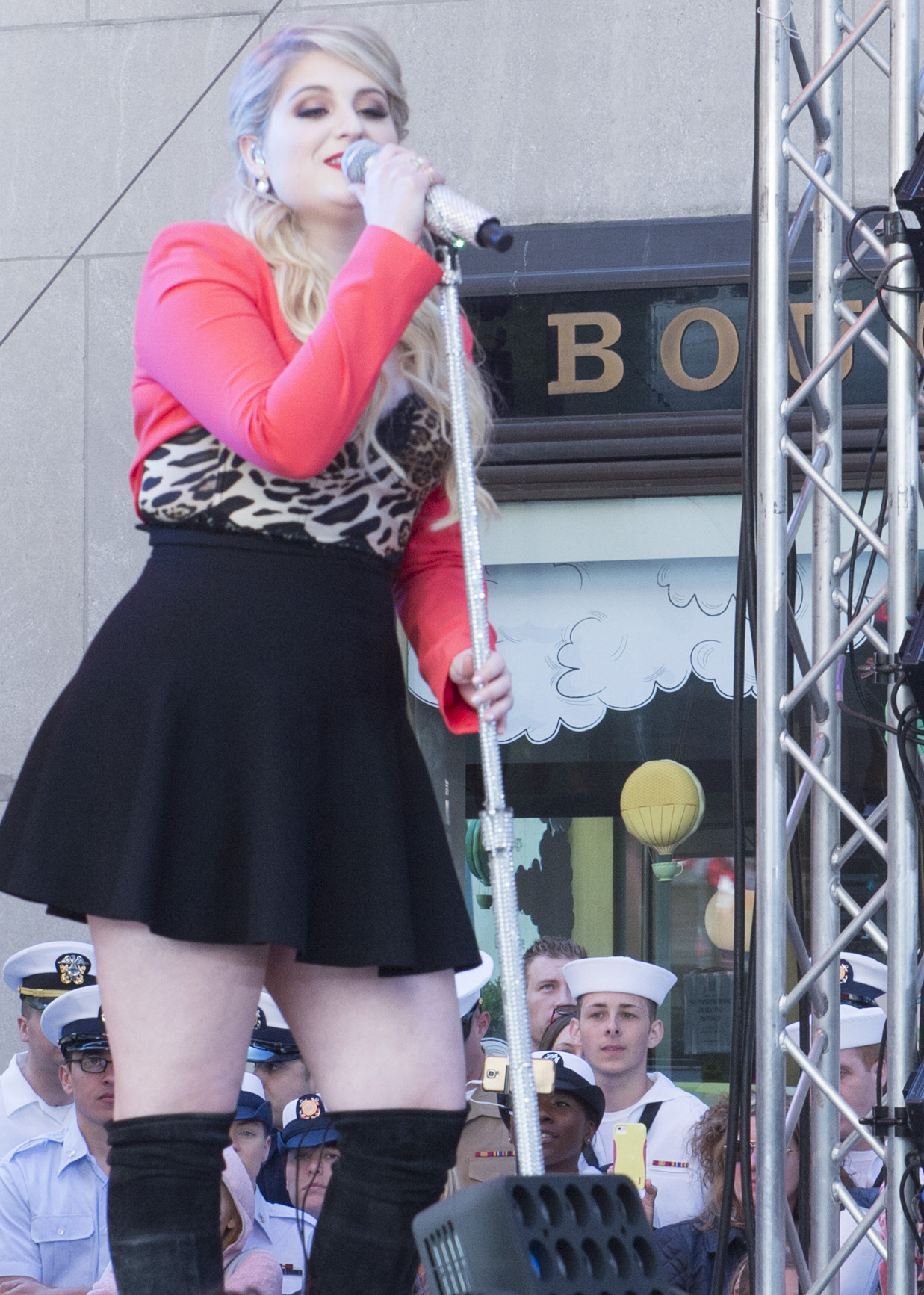
Meghan Trainor có 5 bài hát trong danh sách, trong số đó có 4 bài hát là 4 đĩa đơn từ album phòng thu đầu tay của cô Title và bài hát còn lại là sự hợp tác cả cô với Charlie Puth - Marvin Gaye". Bài hát có thứ hạng cao nhất của cô là "Lips Are Movin" ở số 22.

| №   | Tên bài hát                     | Nghệ sĩ                                                                                     |
| --- | ------------------------------- | ------------------------------------------------------------------------------------------- |
| 1   | "Uptown Funk"                   | Mark Ronson hợp tác với Bruno Mars                                                          |
| 2   | "Thinking Out Loud"             | Ed Sheeran                                                                                  |
| 3   | "See You Again"                 | Wiz Khalifa hợp tác với Charlie Puth                                                        |
| 4   | "Trap Queen"                    | Fetty Wap                                                                                   |
| 5   | "Sugar"                         | Maroon 5                                                                                    |
| 6   | "Shut Up and Dance"             | WALK THE MOON                                                                               |
| 7   | "Blank Space"                   | Taylor Swift                                                                                |
| 8   | "Watch Me (Whip/Nae Nae)"       | Silentó                                                                                     |
| 9   | "Earned It"                     | The Weeknd                                                                                  |
| 10  | "The Hills"                     | The Weeknd                                                                                  |
| 11  | "Cheerleader"                   | OMI                                                                                         |
| 12  | "Can't Feel My Face"            | The Weeknd                                                                                  |
| 13  | "Love Me Like You Do"           | Ellie Goulding                                                                              |
| 14  | "Take Me to Church"             | Hozier                                                                                      |
| 15  | "Bad Blood"                     | Taylor Swift hợp tác với Kendrick Lamar                                                     |
| 16  | "Lean On"                       | Major Lazer và DJ Snake hợp tác với MØ                                                      |
| 17  | "Want to Want Me"               | Jason Derulo                                                                                |
| 18  | "Shake It Off"                  | Taylor Swift                                                                                |
| 19  | "Where Are Ü Now"               | Skrillex và Diplo với sự có mặt của Justin Bieber                                           |
| 20  | "Fight Song"                    | Rachel Platten                                                                              |
| 21  | "679"                           | Fetty Wap hợp tác với Remy Boyz                                                             |
| 22  | "Lips Are Movin"                | Meghan Trainor                                                                              |
| 23  | "Worth It"                      | Fifth Harmony hợp tác với Kid Ink                                                           |
| 24  | "Post to Be"                    | Omarion hợp tác với Chris Brown và Jhené Aiko                                               |
| 25  | "Honey, I'm Good."              | Andy Grammer                                                                                |
| 26  | "I'm Not the Only One"          | Sam Smith                                                                                   |
| 27  | "Good for You"                  | Selena Gomez hợp tác với A$AP Rocky                                                         |
| 28  | "All About That Bass"           | Meghan Trainor                                                                              |
| 29  | "Style"                         | Taylor Swift                                                                                |
| 30  | "Hotline Bling"                 | Drake                                                                                       |
| 31  | "Hey Mama"                      | David Guetta hợp tác với Nicki Minaj, Bebe Rexha, và Afrojack                               |
| 32  | "G.D.F.R."                      | Flo Rida hợp tác với Sage the Gemini và Lookas                                              |
| 33  | "What Do You Mean?"             | Justin Bieber                                                                               |
| 34  | "Photograph"                    | Ed Sheeran                                                                                  |
| 35  | "Hello"                         | Adele                                                                                       |
| 36  | "Stitches"                      | Shawn Mendes                                                                                |
| 37  | "Talking Body"                  | Tove Lo                                                                                     |
| 38  | "Jealous"                       | Nick Jonas                                                                                  |
| 39  | "Time of Our Lives"             | Pitbull và Ne-Yo                                                                            |
| 40  | "Locked Away"                   | R. City hợp tác với Adam Levine                                                             |
| 41  | "Somebody"                      | Natalie La Rose hợp tác với Jeremih                                                         |
| 42  | "FourFiveSeconds"               | Rihanna, Kanye West, và Paul McCartney                                                      |
| 43  | "Centuries"                     | Fall Out Boy                                                                                |
| 44  | "My Way"                        | Fetty Wap hợp tác với Monty                                                                 |
| 45  | "Take Your Time"                | Sam Hunt                                                                                    |
| 46  | "Animals"                       | Maroon 5                                                                                    |
| 47  | "I Don't Fuck with You"         | Big Sean hợp tác với E-40                                                                   |
| 48  | "Bitch Better Have My Money"    | Rihanna                                                                                     |
| 49  | "Flex (Ooh, Ooh, Ooh)"          | Rich Homie Quan                                                                             |
| 50  | "Nasty Freestyle"               | T-Wayne                                                                                     |
| 51  | "Only"                          | Nicki Minaj hợp tác với Drake, Lil Wayne, và Chris Brown                                    |
| 52  | "Elastic Heart"                 | Sia                                                                                         |
| 53  | "Cool for the Summer"           | Demi Lovato                                                                                 |
| 54  | "Renegades"                     | X Ambassadors                                                                               |
| 55  | "I Don't Mind"                  | Usher hợp tác với Juicy J                                                                   |
| 56  | "Love Me Harder"                | Ariana Grande và The Weeknd                                                                 |
| 57  | "Wildest Dreams"                | Taylor Swift                                                                                |
| 58  | "Stay with Me"                  | Sam Smith                                                                                   |
| 59  | "You Know You Like It"          | DJ Snake và AlunaGeorge                                                                     |
| 60  | "Uma Thurman"                   | Fall Out Boy                                                                                |
| 61  | "7/11"                          | Beyoncé                                                                                     |
| 62  | "The Heart Wants What It Wants" | Selena Gomez                                                                                |
| 63  | "Girl Crush"                    | Little Big Town                                                                             |
| 64  | "Slow Motion"                   | Trey Songz                                                                                  |
| 65  | "Drag Me Down"                  | One Direction                                                                               |
| 66  | "Truffle Butter"                | Nicki Minaj hợp tác với Drake và Lil Wayne                                                  |
| 67  | "One Last Time"                 | Ariana Grande                                                                               |
| 68  | "Chains"                        | Nick Jonas                                                                                  |
| 69  | "All Eyes on You"               | Meek Mill hợp tác với Chris Brown và Nicki Minaj                                            |
| 70  | "No Type"                       | Rae Sremmurd                                                                                |
| 71  | "Riptide"                       | Vance Joy                                                                                   |
| 72  | "Classic Man"                   | Jidenna hợp tác với Roman GianArthur                                                        |
| 73  | "Ex's & Oh's"                   | Elle King                                                                                   |
| 74  | "Dear Future Husband"           | Meghan Trainor                                                                              |
| 75  | "Marvin Gaye"                   | Charlie Puth hợp tác với Meghan Trainor                                                     |
| 76  | "Like I'm Gonna Lose You"       | Meghan Trainor hợp tác với John Legend                                                      |
| 77  | "Habits (Stay High)"            | Tove Lo                                                                                     |
| 78  | "The Hanging Tree"              | James Newton Howard hợp tác với Jennifer Lawrence                                           |
| 79  | "CoCo"                          | O.T. Genasis                                                                                |
| 80  | "Bang Bang"                     | Jessie J, Ariana Grande, và Nicki Minaj                                                     |
| 81  | "Lay Me Down"                   | Sam Smith                                                                                   |
| 82  | "Tuesday"                       | I LOVE MAKONNEN hợp tác với Drake                                                           |
| 83  | "Hit the Quan"                  | iLoveMemphis                                                                                |
| 84  | "Downtown"                      | Macklemore & Ryan Lewis hợp tác với Eric Nally, Melle Mel, Kool Moe Dee, và Grandmaster Caz |
| 85  | "House Party"                   | Sam Hunt                                                                                    |
| 86  | "Ayo"                           | Chris Brown và Tyga                                                                         |
| 87  | "Kick the Dust Up"              | Luke Bryan                                                                                  |
| 88  | "Blessings"                     | Big Sean hợp tác với Drake                                                                  |
| 89  | "Budapest"                      | George Ezra                                                                                 |
| 90  | "Chandelier"                    | Sia                                                                                         |
| 91  | "Heartbeat Song"                | Kelly Clarkson                                                                              |
| 92  | "Don't"                         | Ed Sheeran                                                                                  |
| 93  | "Ghost"                         | Ella Henderson                                                                              |
| 94  | "Here"                          | Alessia Cara                                                                                |
| 95  | "Waves"                         | Mr Probz                                                                                    |
| 96  | "El Perdón (Forgiveness)"       | Nicky Jam và Enrique Iglesias                                                               |
| 97  | "She Knows"                     | Ne-Yo hợp tác với Juicy J                                                                   |
| 98  | "Night Changes"                 | One Direction                                                                               |
| 99  | "Back to Back"                  | Drake                                                                                       |
| 100 | "How Deep Is Your Love"         | Calvin Harris và Disciples                                                                  |